# Classificação Estatística Internacional de Doenças e Problemas Relacionados com a Saúde
A Classificação Estatística Internacional de Doenças e Problemas Relacionados com a Saúde (CID; em inglês: International Statistical Classification of Diseases and Related Health Problems, ICD) determina a classificação e codificação das doenças e uma ampla variedade de sinais, sintomas, achados anormais, denúncias, circunstâncias sociais e causas externas de danos e/ou doença. Fornece códigos relativos à classificação de doenças e de uma grande variedade de sinais, sintomas, aspectos anormais, queixas, circunstâncias sociais e causas externas para ferimentos ou doenças. A cada estado de saúde é atribuída uma categoria única à qual corresponde um código, que contém até 6 caracteres. Tais categorias podem incluir um conjunto de doenças semelhantes.
A CID é publicada pela Organização Mundial de Saúde (OMS) e é usada globalmente para estatísticas de morbilidade e de mortalidade, sistemas de reembolso e de decisões automáticas de suporte em medicina. O sistema foi desenhado para permitir e promover a comparação internacional da colecção, processamento, classificação e apresentação do tipo de estatísticas supracitado. CID é uma classificação base da Família Internacional de Classificações da OMS (WHO-FIC).
A CID é revista periodicamente e encontra-se na sua décima-primeira edição (CID-11). A CID-11 foi lançada em 18 de junho de 2018, tendo sido apresentada para adoção dos Estados Membros em maio de 2019 (durante a Assembleia Mundial da Saúde) e entrou em vigor em 1º de janeiro de 2022, com a inclusão da Síndrome de Burnout como doença, porém a OMS desistiu de classificar a velhice como tal. A versão anterior, a CID-10, foi desenvolvida em 1993 para registar estatísticas de mortalidade e foi descontinuada em 2022. Atualizações anuais (menores) e trienais (maiores) são publicadas pela OMS.

## História
A CID foi publicada pela Organização Mundial da Saúde (OMS). Ocupa-se a nível internacional para fins estatísticos relacionados com morbilidade e mortalidade, os sistemas de reintegro e suportes de decisão automática em medicina. Este sistema está desenhado para promover a comparação internacional da coleta, processamento, classificação e apresentação destas estatísticas. A CID é a classificação central da WHO Family of International Classifications (WHO-FIC) (em espanhol, a Família de Classificações Internacionais da OMS).
A lista CID-10 teve sua origem na «Lista de causas de morte», cuja primeira edição realizou-a o Instituto Internacional de Estatística em 1893. A OMS fez-se cargo da mesma em 1948, na sexta edição, a primeira em incluir também causas de morbilidade.
A CID-10 começou a ser desenvolvida em 1983, com a primeira versão sendo concluída em 1992. A OMS publica atualizações menores anuais e atualizações maiores a cada três anos. Em 18 de junho de 2018, foi lançada pela OMS a CID-11, com aproximadamente 55 mil códigos únicos para lesões, doenças e causas de morte, que entrou em vigor em 1 de janeiro de 2022.
Posteriormente, alguns países têm criado suas próprias extensões do código CID-10. Por exemplo, Austrália apresentou a sua primeira edição, a CIE-10-AM em 1998; Canadá publicou a sua versão no ano 2000, a CIE-10-CA Alemanha também tem a sua própria extensão, a «CID-10-GM».
Nos Estados Unidos acrescentou-se o anexo com o sistema de classificação de procedimentos ou ICD-10-PCS. Apesar de já utilizarem o manual de procedimentos, Estados Unidos e Porto Rico se prepararam para a implementação do Sistema de Classificação de Doenças e a nova implementação iniciou-se em outubro de 2015.

## Edições

### Codificação na CID-9
- 001-139: Doenças infecciosas e parasitárias
- 140-239: Neoplasias
- 240-279: Doenças endócrinas, nutricionais e metabólicas e doenças imunológicas
- 280-289: Doenças do sangue e de seus órgãos formadores
- 290-319: Doenças mentais
- 320-359: Doenças do sistema nervoso
- 360-389: Doenças dos órgãos sensoriais
- 390-459: Doenças do sistema circulatório
- 460-519: Doenças do sistema respiratório
- 520-579: Doenças do sistema digestivo
- 580-629: Doenças do sistema geniturinário
- 630-676: Complicações da gravidez, nascimento e puerpério
- 680-709: Doenças da pele e tecido subcutâneo
- 710-739: Doenças do sistema musculoesquelético e dos tecidos conectivos
- 740-759: Anomalias congénitas
- 760-779: Condições originadas no período perinatal
- 780-799: Sintomas, sinais e condições definidoras de doenças
- 800-999: Lesões e envenenamentos
- E e V: Causas externas de lesões e classificação suplementar

### Codificação na CID-10
Cada doença pode ser dada a uma categoria e receber um código de até seis caracteres de longitude (em formato de X00.000). Cada uma das tais categorias pode incluir um grupo de doenças similares. A CID-10 segue uma hierarquia de Capítulos, que contém Grupos, que contém Categorias, que por sua vez contém Subcategorias que representam o nível de maior detalhamento.
| Capítulo | Códigos | Título |
| -------- | ------- | --- |
| I        | A00-B99 | Algumas doenças infecciosas e parasitárias                                                                |
| II       | C00-D48 | Neoplasmas (tumores)                                                                                      |
| III      | D50-D89 | Doenças do sangue e dos órgãos hematopoéticos e alguns transtornos imunitários                            |
| IV       | E00-E90 | Doenças endócrinas, nutricionais e metabólicas                                                            |
| V        | F00-F99 | Transtornos mentais e comportamentais                                                                     |
| VI       | G00-G99 | Doenças do sistema nervoso                                                                                |
| VII      | H00-H59 | Doenças do olho e anexos                                                                                  |
| VIII     | H60-H95 | Doenças do ouvido e da apófise mastoide                                                                   |
| IX       | I00-I99 | Doenças do aparelho circulatório                                                                          |
| X        | J00-J99 | Doenças do aparelho respiratório                                                                          |
| XI       | K00-K93 | Doenças do aparelho digestivo                                                                             |
| XII      | L00-L99 | Doenças da pele e do tecido subcutâneo                                                                    |
| XIII     | M00-M99 | Doenças do sistema osteomuscular e do tecido conjuntivo                                                   |
| XIV      | N00-N99 | Doenças do aparelho geniturinário                                                                         |
| XV       | O00-O99 | Gravidez, parto e puerpério                                                                               |
| XVI      | P00-P96 | Algumas afecções originadas no período perinatal                                                          |
| XVII     | Q00-Q99 | Malformações congênitas, deformidades e anomalias cromossômicas                                           |
| XVIII    | R00-R99 | Sintomas, sinais e achados anormais de exames clínicos e de laboratório, não classificados em outra parte |
| XIX      | S00-T98 | Lesões, envenenamentos e algumas outras consequências de causas externas                                  |
| XX       | V01-Y98 | Causas externas de morbidade e de mortalidade                                                             |
| XXI      | Z00-Z99 | Fatores que influenciam o estado de saúde e o contato com os serviços de saúde                            |
| XXII     | U00-U99 | Códigos para propósitos especiais                                                                         |

Apêndices:
- A. Morfologia das neoplasias
- B. Classificação de fármacos por seu Número de Lista do Serviço de Formulários de Hospitais Norte-americanos e seu equivalente CIE-9-CM.
- C. Classificação de Acidentes Industriais
- D. Lista de categorias de três dígitos.00000

### CID-11
CID-11 é o acrónimo da décima primeira versão da CID e foi lançada dia 18 de junho de 2018, para entrar em vigor a partir de 2022. Ela substituiu a CID-10 como norma regulamentadora da OMS em 1 de janeiro de 2021, conforme acordado pelos países membros durante a Assembleia Mundial da Saúde em 2019; ao passo que a CID-10 deixou de receber suporte no final de 2019 e, para facilitar a etapa de mudança entre as classificações, a OMS lançou um guia de transição para que todos os países pudessem adequar seus sistemas de saúde dentro do prazo. Ao contrário dos códigos CID-10, os códigos CID-11 nunca contêm as letras I ou O, para evitar confusão com os números 1 e 0.
No Brasil, a finalização da implementação do CID-11 nos sistemas nacionais estava prevista para 1° de janeiro de 2025, mas o Ministério da Saúde adiou essa data para 1º de janeiro de 2027, "em razão das etapas de atualização dos sistemas de informação e a capacitação dos usuários e publicização". A tradução foi concluída em 2024 e disponibilizada online pela plataforma da OMS.
| 1  | Algumas doenças infecciosas ou parasitárias                                  |
| 2  | Neoplasias                                                                   |
| 3  | Doenças do sangue ou dos órgãos formadores do sangue                         |
| 4  | Doenças do sistema imune                                                     |
| 5  | Doenças endócrinas, nutricionais ou metabólicas                              |
| 6  | Transtornos mentais, comportamentais ou do neurodesenvolvimento              |
| 7  | Transtornos de sono-vigília                                                  |
| 8  | Doenças do sistema nervoso                                                   |
| 9  | Doenças do sistema visual                                                    |
| 10 | Doenças da orelha ou do processo mastoide                                    |
| 11 | Doenças do sistema circulatório                                              |
| 12 | Doenças do sistema respiratório                                              |
| 13 | Doenças do sistema digestivo                                                 |
| 14 | Doenças da pele                                                              |
| 15 | Doenças do sistema musculoesquelético ou tecido conjuntivo                   |
| 16 | Doenças do sistema geniturinário                                             |
| 17 | Condições relacionadas à saúde sexual                                        |
| 18 | Gravidez, parto ou puerpério                                                 |
| 19 | Algumas afecções originadas no período perinatal                             |
| 20 | Anomalias do desenvolvimento                                                 |
| 21 | Sintomas, sinais ou achados clínicos, não classificados em outra parte       |
| 22 | Lesões, envenenamentos ou algumas outras consequências de causas externas    |
| 23 | Causas externas de morbidade ou mortalidade                                  |
| 24 | Fatores que influenciam o estado de saúde ou o contato com serviços de saúde |
| 25 | Códigos para propósitos especiais                                            |
| 26 | Capítulo Suplementar Condições da Medicina Tradicional                       |
| V  | Seção suplementar para avaliação de funcionalidade                           |
| X  | Códigos de extensão                                                          |